# Albert Pujols
José Alberto Pujols (sædvanligvis udtalt "POO-hoals" på engelsk) (født 16. januar 1980 i Santo Domingo, Den Dominikanske Republik) er en baseballspiller for MLB-holdet St. Louis Cardinals. Han betragtes af mange som værende en af de bedste aktive spillere i baseball og er kendt for både at have stor styrke samt at kunne sende bolden sikkert i spil.
Den 13. juli 2006 blev Pujols den første spiller nogensinde, der har slået 30 home runs i hver af sine første seks sæsoner i MLB. Den 22. august samme år blev han den første spiller siden Ted Williams, der har fået mere end 100 RBI i hver af sine første seks sæsoner. Han er ligeledes den yngste MLB-spiller, der har slået 250 home runs. Pujols er endt i top 4 i MVP-afstemningen hvert år i sin karriere, og i 2005 vandt han prisen.
De seneste år er han også blevet kendt for sit forsvarspil som 1. basemand, og han vandt sin første Gold Glove i 2006.

## Livshistorie
Albert Pujols blev født i Den Dominikanske Republik, men hans familie emigrerede til USA i starten af 1990'erne. Han blev introduceret til baseball i high school. I MLB-draften i år 2000, hvor MLB-hold skiftevis vælger spillere fra high school og college, tog Cardinals ham som den 402. spiller i draften.
Pujols bevægede sig dog hurtigt gennem Cardinals' ungdomssystem, og i 2001 sikrede han sig et fast job på Major League Baseball-holdet, og det tog ham ikke lang tid at vise sit værd på banen. I maj måned fik han prisen som månedens rookie i National League, og i juni blev han valgt som All-Star. Han endte sæsonen med et batting average på 0,329, 37 home runs og 130 RBI, hvilket førte til, at han enstemmigt blev valgt som Rookie of the Year (årets rookie).
I starten af 2002-sæsonen begyndte modstanderholdenes pitchers at lære, hvordan de skulle kaste til Pujols, men det lykkedes ham at tilpasse sig dette, og han sluttede sæsonen med statistikker, der kun var en tand under hans debutår. Det følgende år satte han personlige rekorder i batting average, on base percentage, slugging percentage og home runs, og han endte på andenpladsen i MVP-afstemningen efter Barry Bonds. Det var også i 2003, at Pujols blev sat til at være 1. basemand, efter han de to foregående år havde spillet en række andre positioner.
Selvom Pujols var plaget af en skade i sine fødder i 2004, leverede han endnu en gang en præstation på højde med tidligere. Endvidere blev han valgt som den mest værdifulde spiller i National League Championship Series, hvor han hjalp sit hold med at vinde ligamesterskabet og komme i World Series, hvor de imidlertid tabte klart til Boston Red Sox.
I 2005 forbedrede Pujols sit spil ved at sætte personlige rekorder i antal walks og endda stolen bases på trods af fortsatte problemer med sine ben. Cardinals tabte i Championship Series til Houston Astros, men Pujols forlængede sit holds chancer en smule, da han slog en afgørende home run i 9. inning af den næstsidste kamp. Efter sæsonen modtog Pujols sin første MVP-pris.
I 2006 slog Pujols rekorden for flest home runs i den første måned af en sæson med 14, men røg snart derefter på skadeslisten for første gang i sin karriere. Med det antal home runs og RBI, han allerede have slået på det tidspunkt (henholdsvis 25 og 65), var han på vej til at slå både Barry Bonds' rekord for flest home runs i en sæson (73) samt Hack Wilsons rekord for fleste RBI i en sæson (191). Pujols vendte dog tilbage i tide til at hjælpe Cardinals med at vinde deres division, og det lykkedes ham at forbedre sine personlige rekorder for slugging percentage, home runs og RBI. I MVP-afstemningen endte han på andenpladsen, kun få point fra vinderen Ryan Howard.
Efter at have deltaget i baseballslutspillet i fire af sine første fem år med Cardinals, lykkedes det endelig Pujols at være med til at vinde World Series i 2006, selvom han dog selv leverede lidt skuffende resultater i turneringen med kun 3 hits i 15 at bats.

## Diverse
Pujols er gift med sin kone Deidre, og de har tre børn. De er stiftere af Pujols Family Foundation, som er aktive inden for hjælpen af familier med børn, der har Downs syndrom – en sygdom som Pujols' datter Isabella lider af. Desuden hjælper foreningen fattige mennesker i Den Dominikanske Republik.
Han er ligeledes ejer af en restaurant, Pujols 5 Westport Grill (5 er Pujols' trøjenummer), i Maryland Heights, Missouri.
Den 7. februar 2007 blev Pujols officielt amerikansk statsborger, da han fik fuld point i statsborgerskabstesten.